# Лекс Скотт Девіс
Лекс Скотт Девіс (англ. Lex Scott Davis, нар. 26 лютого 1991, Балтимор, Меріленд, США) — американська акторка. Вона відома тим, що зіграла Нію у фільмі «Перша чистка». У 2017 році вона зіграла головну роль у недовгому драматичному серіалі CBS «Тренувальний день». Вона зіграла Кіару в «Секс в іншому місті: Покоління Q».

## Біографія
Девіс народився в Балтиморі, штат Меріленд, у сім’ї наставника життя та батька, власника фірми з нерухомості. Вона навчалася в Університеті Дрекселя за спеціальністю «Танець і фізична терапія», перш ніж переїхати до Нью-Йорка в 2013 році та продовжити навчання в Нью-Йоркській кіноакадемії.

## Кар'єра
У 2015 році Девіс отримав роль Тоні Брекстон у телевізійному фільмі «Тоні Брекстон: Розбий моє серце». Після свого телевізійного дебюту з цією роллю вона наступного разу знялася в одному сезоні кримінального драматичного серіалу CBS «Тренувальний день».
У 2018 році Девіс дебютувала на великому екрані з головними ролями в трьох фільмах: бойовику «Супермуха», фільмі жахів «Перша чистка» і юридичній драмі «Прийомний хлопчик». У 2018 році Девіс також зіграв головну роль у пілотній серії ABC для магічної таємничої драми «За кохання». Наступного року вона отримала повторювану роль у драматичному серіалі Showtime «Секс в іншому місті: Покоління Q». У 2020 році її взяли на роль дочки головної героїні Кеті Сагал у серіалі ABC «Бунтарка». Пізніше того ж року її взяли на роль у фільмі «Багато нічого» режисера Мо Макрея. Вона також знялася в комедійному серіалі каналу Roku «Зараз».

## Особисте життя
Девіс вийшла заміж за актора Мо Макрей 21 липня 2019 року, після менш ніж року заручин. Вони провели закрите весілля, щоб гарантувати, що всі їхні гості були «присутні в момент», коли вони ділилися персональними обітницями. Пара познайомилася на зйомках фільму «Перша чистка». У них двоє дітей 2020, та 2022 років народження.

## Фільмографія
| Рік       |    | Українська назва                 | Оригінальна назва              | Роль          |
| --------- | -- | -------------------------------- | ------------------------------ | ------------- |
| 2014      | кф | Дальтонік                        | ColorBlind                     | Лілі          |
| 2015      | с  | Колишні                          | The Exes                       | офіціантка    |
| 2016      | кф | Возз'єднання                     | The Reunion                    | Саша          |
| 2016      | тф | Тоні Брекстон: Розбий моє серце  | Toni Braxton: Unbreak My Heart | Тоні Брекстон |
| 2017      | с  | Тренувальний день                | Training Day                   | Еліс Крейг    |
| 2017      | с  | Казки                            | Tales                          | Енджі         |
| 2018      | ф  | Супермуха                        | Superfly                       | Джорджія      |
| 2018      | ф  | Перша чистка                     | The First Purge                | Ніа           |
| 2018      | с  | За любов                         | For Love                       | Хоуп Кастілло |
| 2019      | ф  | Прийомний хлопчик                | Foster Boy                     | Кейша Джеймс  |
| 2019—2020 | с  | Секс в іншому місті: Покоління Q | The L Word: Generation Q       | Кіара Томпсон |
| 2020      | с  | Всім підвестися                  | All Rise                       | Роза Вокер    |
| 2020      | ф  | Син півдня                       | Son of the South               | Джоана        |
| 2021      | с  | Бунтарка                         | Rebel                          | Кессіді       |
| 2021      | с  | Зараз                            | The Now                        | Кендра        |
| 2021      | ф  | Донечка                          | Sweet Girl                     | Сара Мейкер   |
| 2022      | ф  | Багато нічого                    | A Lot of Nothing               | Кенді         |
| 2023      | с  | Людина з Флориди                 | Florida Man                    | Айріс         |
| 2024      | ф  | Рікі Стенікі                     | Ricky Stanicky                 | Ерін          |
| 2025      | с  | Форс-мажори: Лос Анджелес        | Suits: L.A.                    | Еріка Ролінс  |